# Злица од Опака
Злица од Опака или Круела де Вил (енгл. Cruella de Vil) измишљени је лик који се појављује у роману Доди Смит „101 далматинац“ из 1956. године, Дизнијевом анимираном филму „101 далматинац“ и „101 далматинац II: Печова лондонска авантура“, као и у Дизнијевим дугометражним филмовима „101 далматинац“ и „102 далматинца“ као главни негативац. У својим појављивањима, Злица киднапује 97 или 99 штенаца далматинаца због њиховог крзна. У филмској верзији се открива разлог због којег она бира искључиво крзно штенаца, јер како краткодлаки пси старе, њихово крзно постаје грубо, те се не продаје подједнако добро као фино, меко крзно штенаца у индустрији прераде крзна.
Оригинално јој је глас позајмила Дизнијева легенда, Бети Лу Герсон. Након ње, коришћени су гласови Ејприл Винчел (ТВ серија), Трес Мекнил (ТВ серија, две епизоде) и Сузан Блејксли (тренутно), а глумила ју је Глен Клоуз (101 далматинац, 102 далматинца), Викторија Смурфит (Некада давно) и Венди Ракел Робинсон (Потомци).
Злица се налази на 39. месту АФИ листе „100 година...100 хероја и зликоваца“.

## Име
Злицино, односно Круелино, име је игра речи cruel и devil, алузија на њену природу, која је увећана тиме што се њена вила зове „Предворје пакла“ Hell Hall. У неким адаптацијама, попут пољске, Злица од Опака се назива Cruella De Mon, алудирајући на појам демон. На италијанском се назива Crudelia De Mon (игра речи crudele - окрутна и demone - демон). На француској верзији Дизнијевог анимираног филма, њено име је Cruella D'Enfer (буквално, Паклена Круела или Круела из Пакла). На холандском, њено презиме остаје De Vil, али случајно холандски глагол Villen значи одрати кожу, док је облик Vil прво лице једнине.
У српском издању „Чудесних светова Волта Дизнија: Прича из разних земаља“ (саиздаваштво „Дизнија“ и „Вука Караџића“), њено име је Злица од Опака. Играни филм из 2021, преднаставак о њеној животној причи, се у српском преводу такође зове „Злица“.

## Појављивања

### Роман 101 далматинац
У оригиналној причи, Злица је приказана као размажена и гламурозна лондонска наследница која познаје власницу далматинаца из школе, иако се напомиње да оне нису биле пријатељице и да се млада госпођа Дирли плашила ње. Била је немирна ученица са црним и белим плетеницама, а избачена је из школе јер је пила мастило. Међутим, изгледа да је била у пријатељским односима са госпођом Дирли када су се среле на почетку романа, пре него што јој је Злица украла штенце.
У роману 101 далматинац, њено богатство се процењује на 6 милиона британских фунти, а она је последњи члан просперитетне и злогласне породице од Опака (де Вил). Она је удата за крзнара чије се име не помиње у књизи, а нису имали деце. Злица је представљена као тиранин у браку, а њен супруг као кротак, подређен човек који ретко говори и у потпуности поштује своју жену. Он Злици шије екстравагантне одевне комбинације, као што су плашт од беле видре који она често носи уз уске сатенске хаљине и огрлице од драгуља у контрастним бојама, затим црна хаљина са белим бисерима, или зелена хаљина са огрлицом од рубина. Злицин аутомобил је офарбан пругасто у црно-белој боји, а она се хвали да је њена сирена најгласнија у целом Лондону. 
Када ју је госпођа Дирли питала за удано презиме, Злица је рекла да је приморала свог мужа да промени презиме у од Опака, упркос обичајима. Када Злица има госте за вечеру, сва њена храна је чудне боје и има јак укус бибера. Када је господин Дирли прокоментарисао да је њен огртач од видре можда превише топао за летње вече, Злица је кроз смех одговорила да њој никада не може бити превише топло; она стално ложи ватру у камину и жали се да јој је хладно упркос неподношљивој врућини. Њен дом је приказан као луксузна верзија пакла, са мермерним собама у гримизно зеленој, црвеној или љубичастој боји. Њени гости такође примећују злостављану белу персијску мачку, коју Злица отворено презире и одгаја само због њене новчане вредности.
Приликом посете дома Дирлијевих, Злица изражава своје злокобно интересовање за далматинце, уз напомену како она и њен муж никада до сада нису размишљали о изради одеће од псећег крзна. Ипак, видевши белу кожу новорођених штенаца, она је згађена и предлаже да их моментално удаве скупа, признајући да је то њен омиљен начин за уништавање животиња које она сматра безвредним, укључујући на десетине мачића своје властите мачке. Приликом друге посете дому Дирлијевих, она је подигла штенце у наручје и третирала их као будуће комаде одеће.